# Guylaine Isnard
Guylaine Isnard, coniugata Legrand (Pertuis, 5 febbraio 1958), è un'ex cestista francese.

## Carriera
Con la Francia ha disputato i Campionati europei del 1980, segnando 9 punti in 3 partite.